# Tamara Monserrat
Tamara Monserrat (Palma de Mallorca, España, 29 de diciembre de 1981) es una actriz española de cine y televisión, conocida por su papel en varias telenovelas.

## Biografía
Nacida en Palma de Mallorca, España, es la hija del empresario mallorquín Jaime Monserrat. 
Comenzó su carrera como actriz en el Centro de Formación Actoral de la Televisión Azteca en México y ha tomado varios cursos de interpretación en la escuela de Acticing de la prestigiosa actriz Patricia Reyes Spíndola.
Debutó como actriz en 2002 en la telenovela Por ti. En 2003 participó en la telenovela Enamórate junto a Martha Higareda, Marimar Vega y María Inés Guerra. En 2004 participó en la telenovela Mirada de Mujer: el regreso junto a Angélica Aragón, Ari Telch y Evangelina Elizondo. En 2005 obtuvo su primer papel protagónico en Telemundo, en la telenovela Los Plateados protagonizada junto con Mauricio Islas, Dominika Paleta y Humberto Zurita.

## Filmografía
| Año  | Proyecto                        | Papel                                   | Notas             |
| ---- | ------------------------------- | --------------------------------------- | ----------------- |
| 2007 | Shirgo (La leyenda del Cagalar) | Regina                                  |                   |
| 2005 | Los Plateados                   | Camila Castañeda                        | protagonista      |
| 2004 | Mirada de mujer: El regreso     | Lorenza                                 | actriz de reparto |
| 2004 | Belinda                         | Ana Belén "Anabela" Arismendi Fuenmayor | antagonista       |
| 2003 | Enamórate                       | Consuelo                                | antagonista       |
| 2003 | Lo que es el amor               | Amparo                                  | actriz de reparto |
| 2002 | Por ti                          | Helena                                  | antagonista       |